# Lemoyne (sculpteur)
 (mai 2009).
Si vous disposez d'ouvrages ou d'articles de référence ou si vous connaissez des sites web de qualité traitant du thème abordé ici, merci de compléter l'article en donnant les références utiles à sa vérifiabilité et en les liant à la section « Notes et références ».
Pour les articles homonymes, voir Lemoyne.
Lemoyne est un sculpteur actif en France au début du XXe siècle.

## Biographie
Peu d'éléments bibliographiques sont disponibles. Il pourrait s'agir d'un pseudonyme (il existe des sculpteurs français d'autres époques portant ce nom). On retrouve cette signature (sans prénom) sur des statuettes en bronze, ou plus souvent en régule, représentant des sportifs en pleine action : coureur, footballeur, rugbyman...